# Renegade (TV-serie)
Renegade, amerikansk TV-serie, som producerades i 110 avsnitt under åren 1992–1997
TV-serien skapades, producerades och regisserades av Stephen J Cannell.  Serien har gått i Sverige på Kanal 5 och TV6.
Serien handlar om Reno Raines som är på flykt efter att en ohederlig polis mördat hans flickvän och sedan satt dit honom för brottet. Han arbetar numera som prisjägare samtidigt som han försöker rentvå sitt namn. Till sin hjälp har han Bobby Sixkiller och Cheyenne Phillips. Bobby Sixkiller har ett eget företag som heter Sixkiller industries, där han är prisjägare "bounty hunter".

## Roller (i urval)
- Lorenzo Lamas - Reno Raines alias Vince Black
- Branscombe Richmond - Bobby Sixkiller
- Kathleen Kinmont - Cheyenne Phillips
- Stephen J Cannell - Marshal "Dutch" Dixon